# Ernst Dossmann

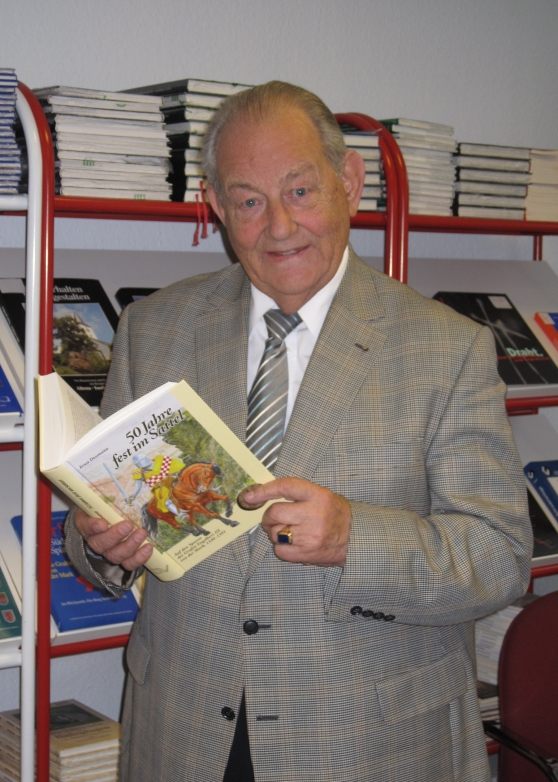
Ernst Dossmann mit seinem Roman 50 Jahre fest im Sattel (Oktober 2009)

Ernst Dossmann (* 28. April 1926 in Iserlohn; † 10. März 2022 ebenda) war Architekt, Heimatforscher und Heimatpfleger, Schriftsteller und Maler in Iserlohn. Er war der Sohn des Iserlohner Architekten Alwin Dossmann.

## Werdegang
Nach dem Abitur am Märkischen Gymnasium Iserlohn studierte Dossmann ab 1948 Architektur in Hannover. Er war Assistent am Lehrstuhl für Städtebau und Landesplanung und absolvierte 1953 die Diplom-Hauptprüfung. Ab 1953 war er als freier Architekt in Iserlohn selbständig tätig. Er plante und realisierte deutschlandweit Bauprojekte im privaten, industriellen und öffentlichen Bereich. Über 2.000 Bauwerke tragen seine Handschrift: Kirchen und Kapellen, Kindergärten und Schulen, Kinos und Theater, Freizeitanlagen und Industrieanlagen, Verwaltungsbauten und Rathäuser. In seinen mehr als 40 aktiven Berufsjahren hat er so das Gesicht der Stadt Iserlohn und des märkischen Sauerlandes entscheidend mitgestaltet. Herausragende öffentliche Bauwerke tragen seine planerische Handschrift, so das Parktheater, das neue Rathaus, die Sparkasse Iserlohn und das Berufsbildungszentrum der Kreishandwerkerschaft Märkischer Kreis.
Seine Liebe galt aber nicht nur dem Schaffen neuer Bauten, sondern immer auch dem Bewahren historischer Gebäude und deren Funktion. Oft genug setzte er sich energisch für den Erhalt bedrohter Baudenkmale und für den sorgsamen Umgang mit den kulturellen Errungenschaften ein. So ist dank seines unermüdlichen Einsatzes aus der Fabrikanlage Maste-Barendorf – einer Industrieansiedlung aus dem 19. Jahrhundert – ein lebendiges, weithin bekanntes Museum geworden.
Architekt Dossmann engagierte sich auch für die Architektenschaft. Er gehörte zu den Mitgliedern der ersten Stunde der Architektenkammer Nordrhein-Westfalen, die die Arbeit der Kammer über Jahrzehnte ehrenamtlich unterstützt und geprägt haben. Von 1971 bis 1995 war Ernst Dossmann Mitglied der Vertreterversammlung der Architektenkammer NRW. Er war Vorsitzender des Aufsichtsausschusses des Versorgungswerkes der AKNRW und stellvertretender Vorsitzender des Ausschusses „Wettbewerbswesen“.
Ferner war er über 20 Jahre als Wettbewerbsberater im Regierungsbezirk Arnsberg tätig. Dabei konnte er auf seine langjährige Erfahrung als Preisrichter und Jurymitglied in zahlreichen Wettbewerbsverfahren (z. B. beim DEUBAU-Preis) bauen.
Lange Jahre war Architekt Dossmann in der Verbandsarbeit aktiv und leitete als Vorsitzender die Bezirksgruppe Iserlohn des BDB.
Ernst Dossmann war über 30 Jahre Kreisheimatpfleger. 1969 wurde er zum Kreisheimatpfleger für den damaligen Kreis Iserlohn berufen, von 1976 bis 2001 war er Kreisheimatpfleger im Märkischen Kreis. Viele Jahre engagierte er sich an prominenter Stelle unter anderem im Westfälischen Heimatbund sowie in der Initiative Förderverein Märkische Straße, die heute als WasserEisenLand e. V. bekannt ist. Für das Westfälische Freilichtmuseum Hagen hat er als Mitglied des Kuratoriums immer wieder neue interessante Objekte gesucht und gefunden und anschließend für deren architektonisch sowie kunsthistorisch angemessenen Wiederaufbau gesorgt. Darüber hinaus beschrieb er in vielen Veröffentlichungen die Geschichte des Märkischen Kreises aus unterschiedlichen Blickwinkeln.

## Familie
Ernst Dossmann war der Vater von Martin Dossmann (Mainz) und Annette Dossmann-Vette (Frankfurt). Seine Ehefrau Olga verstarb am 23. Mai 2009. Ernst Dossmann starb kurz vor Vollendung des 96. Lebensjahres.

## Ehrungen und Auszeichnungen
Für seine Verdienste in Ehrenämtern wurde Ernst Dossmann mehrfach ausgezeichnet:
- 1984 erhielt er das Bundesverdienstkreuz und 1990 das Bundesverdienstkreuz 1. Klasse.
- 2001 wurde ihm vom Zentralverband des Deutschen Handwerks (ZDH) für seine 50-jährige Zusammenarbeit und die Förderung des Deutschen Handwerks die seltene ZDH-Ehrennadel verliehen.
- 2007 wurde sein herausragendes Engagement für die Denkmalpflege mit dem Verdienstorden des Landes Nordrhein-Westfalen gewürdigt, der ihm vom damaligen Ministerpräsidenten Jürgen Rüttgers verliehen wurde. In der Laudatio hieß es:

„Er ist ein urwestfälischer Sauerländer – ein Märker mit Leib und Seele, ein aufrechter Streiter für das architektonische und kulturelle Erbe der Region... Sein heimatgeschichtliches Wissen ist legendär, sein Name ist Synonym für Heimatforschung und Heimatpflege... Heimat, das hat uns Ernst Dossmann immer wieder gezeigt, ist weder altbacken noch langweilig, sondern spannend und vor allem hochaktuell: Denn wer die Zukunft meistern will, braucht tiefe Wurzeln. Ernst Dossmann hat uns unsere westfälischen Wurzeln gefestigt.“

Dossmann trug den Ehrenring der Stadt Iserlohn und war Ehrenoberst des Iserlohner Bürger-Schützen-Vereins. Ferner war er Ehrenmitglied des Westfälischen Heimatbundes, des Heimatbundes Märkischer Kreis und des Förderkreises Iserlohner Museen.

## Werk

### Bauten und Entwürfe
- Rathäuser in Iserlohn (mit Arbeitsgemeinschaft Iserlohner Architekten) und Schalksmühle
- Parktheater Iserlohn (zusammen mit Architekt Reime)
- Kirchen in Iserlohn-Nussberg, Kalthof, Bredenbruch, Iserlohner Heide und Werl
- Kapellen in Hemer und Frönsberg
- Gemeindehäuser und Kindergärten in Iserlohn (Wermingsen, Nussberg, Gerlingsen, Dördel)
- Zweigstelle Iserlohn der Südwestfälischen Industrie- und Handelskammer Hagen
- Ausbildungszentren der Südwestfälischen Industrie- und Handelskammer in Hagen und Siegen
- Berufsbildungszentrum der Kreishandwerkerschaft Märkischer Kreis in Iserlohn
- Bildungszentrum in Schierke (Oberharz)
- Schulzentren in Iserlohn, Hemer und Schwerte
- Ausbau und Umbau der Sparkasse Iserlohn (Hauptstelle am Schillerplatz zwischen 1967 und 1998)
- acht Zweigstellen der Sparkasse Iserlohn
- Volksbanken in Iserlohn, Lüdenscheid und Hagen-Hohenlimburg
- Verwaltungsgebäude der Kommunalen Datenverarbeitungszentrale Hellweg-Sauerland
- Industriebauten für die Unternehmen Friedrich Grohe AG (Hemer), Lübbe & Bastei Verlag (Bergisch Gladbach), Papier Union (Bremen, Hamburg, Hemer, Kassel), Sudhaus Söhne (Iserlohn und Witzenhausen), Turk & Bolte (Iserlohn), Kutsch (Attendorn), Medice (Iserlohn), Schwerter (Iserlohn), Gebr. Möller (Schwerte), Simonswerk (Rheda-Wiedenbrück), WILA (Iserlohn), Herm. Sprenger (Iserlohn), UPS (Verteilungszentrum Iserlohn-Sümmern).

### Schriften
- Iserlohner Tabaksdosen erzählen. Ein Einblick in die wirtschaftlichen, gesellschaftlichen, politischen und militärischen Verhältnisse und das Aufblühen … an bekannten Iserlohner Industrieerzeugnissen. Verlag Mönnig, Iserlohn 1981, ISBN 3-922885-01-2.
- Auf den Spuren der Grafen von der Mark. Wissenswertes über das Werden und Wachsen der ehemaligen Grafschaft Mark und über den Märkischen Kreis. Verlag Mönnig, Iserlohn 1983, ISBN 3-922885-14-4.
- Emil Rittershaus, der Dichter des Westfalenliedes. in: Förderkreis. Iserlohn 1984, S. 84–99.
- Papier aus der alten Grafschaft Mark. Papierherstellung und Verarbeitung im Wirtschaftsraum zwischen Volme, Ruhr und Hönne. Eine wirtschaftsgeographische und familiengeschichtliche Studie zur Entwicklung eines bedeutsamen südwestfälischen Wirtschaftszweiges im Umkreis der Städte Hagen, Iserlohn, Hemer, Menden, Fröndenberg und Plettenberg. Mönnig Verlag, Iserlohn 1987, ISBN 3-922885-33-0.
- Von der Drahtrolle zum Feindrahtwerk. Mönnig Verlag, Iserlohn 1990, ISBN 3-922885-40-3.
- mit Paul Schieber: Stätten stillen Gedenkens – Friedhöfe und Mahnmale in Iserlohn. Mönnig Verlag, Iserlohn 1999, ISBN 3-933519-13-6.
- Witz und Humor in Westfalen – serviert mit kleinen literarischen Kostproben. In: Heimatpflege in Westfalen. Nr. 4, 17. Jg., 2004.
- mit Hanswerner Hildenbrand: Alt-Iserlohn. Sutton Verlag, Erfurt 2008, ISBN 978-3-86680-286-5.
- Geliebte Heimat – 12 Kapitel Iserlohner Heimatgeschichte. Herausgegeben vom Förderkreis Iserlohner Museen e. V., Iserlohn, 2008, ISBN 978-3-89053-117-5.
- 50 Jahre fest im Sattel. Auf den Spuren des Grafen Engelbert III. von der Mark, 1330–1391. (historischer Roman) Mönnig Verlag, Iserlohn 2009, ISBN 978-3-933519-44-3.
- Annette Dossmann-Vette (Hrsg.): Mit Ernst Dossmann unterwegs … Gereimtes und Ungereimtes. Iserlohn, 2013, ISBN 978-3-933519-57-3.
- Ernst Dossmann (Hrsg.): Erträumt – Erdacht – Erlebt. Mönnig-Verlag, Iserlohn, 2016, ISBN 978-3-933519-77-1.
- Iserlohns Wandel von der Bergbaustadt zur "Fabrikenstadt". in: Beiträge zur Heimatkunde, Band 23, 2019. Herausg.: Förderkreis Iserlohner Museen e. V., S. 21–66, ISBN 978-3-89053-158-8.